# 卡馬隆·德·拉·伊斯拉
卡馬隆·德·拉·伊斯拉（西班牙語：Camarón de la Isla，1950年12月5日—1992年7月2日），本名何塞·蒙赫·克魯茲（西班牙語：José Monge Cruz），是一名法蘭明歌男歌手。

## 生平

### 早年
他出生在西班牙卡迪斯省聖費南多，在被稱為「窄街區」的「卡門街」上。
母親叫做胡安娜·克魯斯·卡斯楚，父親叫做胡安·路易斯·蒙赫·努涅斯，是吉普賽家庭，卡馬隆是八個兄弟姊妹中的倒數第二小的。
他的外號「蝦子」來自於一個叔叔，覺得他的瘦小身材、紅頭髮、白皮膚看起來像是一隻蝦子。
年輕的卡馬隆常常聽 Manolo Caracol 跟 Antonio Mairena 這些歌手演唱。在他很小的時候，父親就因為氣喘病而過世了，家庭馬上陷入經濟困境，導致卡馬隆從七歲開始就得在小酒館跟電車站賣唱。